# 峨眉水东哥
峨眉水东哥（学名：Saurauia napaulensis var. omeiensis）为猕猴桃科水东哥属下的一个变种。

## 扩展阅读
- 維基物種上的相關：峨眉水东哥